# (100281) 1995 BX7
(100281) 1995 BX7 es un asteroide perteneciente al cinturón de asteroides, descubierto el 29 de enero de 1995 por el equipo del Spacewatch desde el Observatorio Nacional de Kitt Peak, Arizona, Estados Unidos.

## Designación y nombre
Designado provisionalmente como 1995 BX7.

## Características orbitales
1995 BX7 está situado a una distancia media del Sol de 2,245 ua, pudiendo alejarse hasta 2,523 ua y acercarse hasta 1,968 ua. Su excentricidad es 0,123 y la inclinación orbital 2,035 grados. Emplea 1229 días en completar una órbita alrededor del Sol.

## Características físicas
La magnitud absoluta de 1995 BX7 es 16,9. Tiene 2,736 km de diámetro y su albedo se estima en 0,045.